# 周桂本源氏物語
周桂本源氏物語（しゅうけいほんげんじものがたり）とは、源氏物語の写本の一つ。

## 概要
本写本は、室町時代末期の書写と見られる54帖54冊からなる写本である。戦国時代の連歌師である周桂（1470年（文明2年）－1544年（天文13年2月9日））により書写されたとされていることからこの「周桂本」の名称で呼ばれている。また夢浮橋巻巻末に里村紹巴による奥書が記されていることから「紹巴奥書本」と呼ばれることもある。現在は天理大学天理図書館の所蔵である。全帖に亘って里村紹巴によるとされる数多くの朱書きの注釈が書き込まれている。その多くは本文の横に発話者が誰であるのかを書き込んだような短いものであるが、中には他の注釈書には見られないような独自の見解を含むものも見られる。また前述のように夢浮橋巻末には紹巴の奥書が記されていることから、紹巴が源氏物語の学習のために用いた写本ではないかと考えられている。

## 本文
本写本の本文は、大きく見れば青表紙本の三条西家本系統に含まれると考えられるものの、独自な異文も多い。現存する諸写本の中では肖柏本が最も近いものである、さらには源氏物語の最も初期の版本である古活字版源氏物語の本文に非常に近いものであることが分かっており、本写本の詳細な研究は古活字版源氏物語の成立事情の解明に寄与すると期待されている。校異源氏物語（源氏物語大成校異編）や源氏物語別本集成（正・続）といった主要な校本への採用も無く、本写本単独での複製本・影印本・翻刻本の出版もない。なお、本写本の紙焼き資料が作成されて大学共同利用機関法人人間文化研究機構の国文学研究資料館に所蔵されており、これを利用した研究が存在する。